# Redmi 13C
Redmi 13C та Redmi 13C 5G — смартфони початкового рівня від Redmi. Були представлені 9 листопада та 6 грудня 2023 року відповідно.
Також POCO 5 листопада та 22 грудня 2023 року представила відповідно POCO C65 та POCO M6 5G, що є тими самими Redmi 13C та Redmi 13C 5G, але з трохи зміненим дизайном.
В Китаї продається подібна до POCO M6 5G модель під назвою Redmi 13R з різницею в наявності зеленого варіанту кольору.

## Дизайн
Передня скла виконана зі скла Corning Gorilla Glass, а задня панель та рамка — з пластику.
Знизу розміщені роз'єм USB-C, динамік та мікрофон, зверху — 3,5 мм аудіороз'єм, зліва — лоток зі слотами під 2 SIM-картки і карту пам'яті формату microSD до 1 ТБ, а справа — гойдалка регулювання гучності та кнопка блокування, в яку вбудований сканер відбитків пальців.
Смартфони були доступні в наступних кольорах:
| Redmi 13C | Redmi 13C               | POCO C65 | POCO C65                 | Redmi 13C 5G | Redmi 13C 5G            | Redmi 13R | Redmi 13R       | POCO M6 5G | POCO M6 5G     |
| Колір     | Назва                   | Колір    | Назва                    | Колір        | Назва                   | Колір     | Назва           | Колір      | Назва          |
| --------- | ----------------------- | -------- | ------------------------ | ------------ | ----------------------- | --------- | --------------- | ---------- | -------------- |
|           | Midnight/Stardust Black |          | Matte Black (чорний)     |              | Starry/Starlight Black  |           | Starlight Black |            | Galactic Black |
|           | Navy Blue               |          | Cиній                    |              | Twilight Blue           |           | Fantasy Purple  |            | Orion Blue     |
|           | Glacier White           |          | Pastel Blue (фіолетовий) |              | Starry/Startrail Silver |           | Waterwave Green |            |                |
|           | Clover/Starshine Green  |          |                          |              | Startrail Green         |           |                 |            |                |

## Технічні характеристики

### Платформа
Redmi 13C та POCO C65, як і їхні попередники Redmi 12C та POCO C55 відповідно, отримали процесор MediaTek Helio G85 з графічним процесором Mali-G52 MC2.
В свою чергу Redmi 13C 5G, Redmi 13R та POCO M6 5G отримали MediaTek Dimensity 6100+ з підтримкою 5G та графічним процесором Mali-G57 MC2.

### Батарея
Батарея моделей отримала об'єм 5000 мА·год. Також присутня підтримка швидкої зарядки потужністю 18 Вт.

### Камера
Redmi 13C та POCO C65 отримали основну потрійну камеру, що складається із ширококутного об'єктива з роздільною здатністю 50 Мп, світлосилою f/1.8 та фазовим автофокусом, макрооб'єктива з роздільною здатністю 2 Мп, світлосилою f/2.4 і додаткового об'єктива з роздільною здатністю VGA. Також вони мають фронтальну камеру з роздільною здатністю 8 Мп та світлосилою f/2.0.
В свою чергу Redmi 13C 5G, Redmi 13R та POCO M6 5G отримали основну подвійну камеру, що складається із ширококутного об'єктива з роздільною здатністю 50 Мп, світлосилою f/1.8 та фазовим автофокусом і додаткового об'єктива з роздільною здатністю VGA. Також ці моделі мають фронтальну камеру з роздільною здатністю 5 Мп.
Основна та фронтальна камера всіх моделей вміють записувати в роздільній здатності 1080p@30fps

### Екран
Екран IPS LCD, 6,74", HD+ (1600 × 720) зі співвідношенням сторін 20:9, щільністю пікселів 260 ppi, частотою оновлення дисплею 90 Гц та краплеподібним вирізом під фронтальну камеру.

### Пам'ять
Redmi 13R продавався тільки в комплектації 4/128 ГБ. Всі інші моделі продавалися в комплектаціях 4/128, 6/128 та 8/256 ГБ. В Redmi 13C та POCO C65 використовується вбудована пам'ять типу eMMC 5.1, а в інших моделей — UFS 2.2.

### Програмне забезпечення
Redmi 13C та Redmi 13C 5G були випущені з MIUI 14, а POCO C65 та POCO M6 5G — з MIUI 14 для POCO. Обидві оболонки працюють на базі Android 13. Пізніше всі моделі були оновлені до Xiaomi HyperOS 2 на базі Android 15.